# کیران‌باش‌آلان (سولواووا)
کیران‌باش‌آلان (به ترکی استانبولی: Kıranbaşalan) یک منطقهٔ مسکونی در ترکیه است که در سولواووا واقع شده‌است.